# Wu Jiagan
Wu Jiagan, född 1934 i Changshu, Jiangsu, är en kinesisk diplomat och politiker. 1956 tog han examen i engelska vid Beijing Foreign Studies University och 1960 gick han med i Kinas kommunistiska parti. Därefter inträdde han i Folkrepubliken Kinas utrikestjänst och innehade utlandsposteringar främst i Europa. Mellan december 1984 och juni 1988 var han Kinas ambassadör i Sverige. Inför Dalai Lamas andra Sverigebesök 1988 försökte Wu förhindra att han beviljades inresevisum och när denne fick visum lyckades Wu förhindra att han fick träffa svenska regeringsrepresentanter.